# Jungtürken

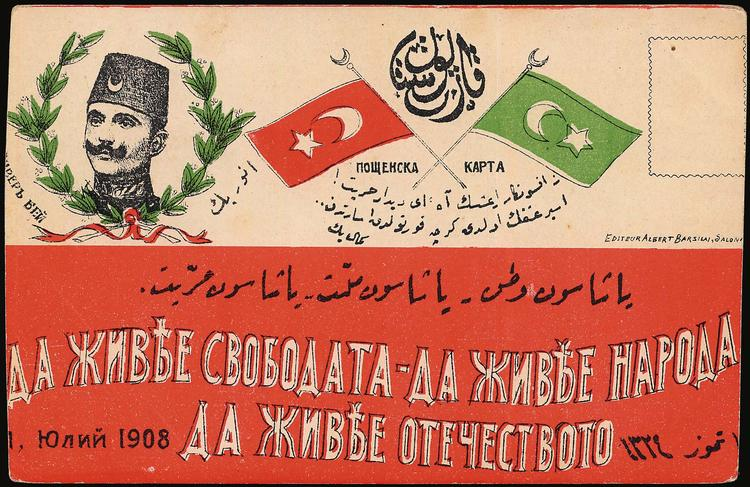
Postkarte zur Revolution mit Enver Bey und dem bulgarischen Text Es lebe die Freiheit, es lebe das Volk, es lebe das Vaterland

Die Jungtürken (osmanisch ژون تركلر türkisch Jön Türkler und französisch Jeunes-Turcs) waren eine politische Bewegung im Osmanischen Reich, die ab dem Ende des 19. Jahrhunderts illegal auf liberale Reformen und eine konstitutionelle Staatsform hinarbeitete. Ziel war die Stärkung des außenpolitisch geschwächten und innenpolitisch vom Zerfall bedrohten Reiches durch systematische politische, militärische und wirtschaftliche Modernisierung. Die wichtigste jungtürkische Partei war die İttihat ve Terakki („Komitee für Einheit und Fortschritt“).

## Geschichte

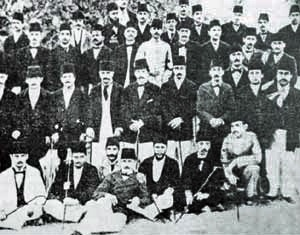
Erster Kongress der Jungtürken 1902 in Paris

### Träger der Bewegung
Träger der Jungtürken-Bewegung waren modernistische Teile der gebildeten Eliten. Die Bewegung entstand 1889 mit der Gründung der Geheimorganisation İttihad-ı Osmani Cemiyeti („Verein für die Einheit der Osmanen“) an der Militärischen Medizinschule in Istanbul durch die Studenten İbrahim Temo, İshak Sükûti und Abdullah Cevdet. Die Jungtürken verfolgten die Linie früherer Reformbewegungen im osmanischen Reich (vgl. Tanzimat) und insbesondere die der Jungosmanen, einer Vorgängerbewegung der Jungtürken. Im Unterschied zu den Jungtürken zählten zu den Jungosmanen auch erfahrene Politiker, die bei einer Machtübernahme das Land hätten regieren können. Die Jungtürken konnten jedoch keine einzige in der Staatsführung erfahrene Person vorweisen und wollten deshalb bei ihrer ersten Machtübernahme 1908 selbst nicht die Staatsführung übernehmen, sondern überließen diese der Regierung. Sie beschränkten sich auf die Absicht, eine Verfassung einzuführen, und sahen sich selbst als mächtiges Komitee an, das lediglich die Einhaltung der Verfassung kontrollierte.
Eine gemäßigte Richtung der Jungtürken besaß Verbindungen bei Hofe und wurde vom Prinzen Sabahaddin, einem Verwandten des kaiserlich osmanischen Hauses, angeführt. Wichtiger aber waren durch moderne Bildung in die Funktionseliten des Staates (Beamte, Lehrer, Offiziere) aufgestiegene „kleine Leute“, die nach der jungtürkischen Revolution von 1908 sehr bald den Ton angeben sollten. Es entwickelte sich – vor allem nach der zweiten Machtübernahme der Jungtürken 1913 – ein Bündnis zwischen radikalen Intellektuellen (Ziya Gökalp, Nâzım) mit zivilen Bürokraten (Talât Pascha) und den letztlich entscheidenden Offizieren (Enver Pascha, Cemal Pascha).
Die niedrige soziale Herkunft der wichtigsten jungtürkischen Führer führte dazu, dass sie sich nach außen hin mit politischen Ämtern in der „zweiten Reihe“ begnügten und repräsentative Führungspositionen Personen aus höheren Kreisen überließen: In der ersten jungtürkischen Regierungsphase von 1908–1912 waren dies der jungtürkischen Politik mehr oder weniger nahestehende Repräsentanten der alten politischen Elite, in der zweiten Regierungsphase von 1913–1918 zunächst zu den Jungtürken gehörige Militärführer (Marschall Schevket Pascha, Großwesir 1913) oder Prinzen (Prinz Said Halim Pascha, Angehöriger des vizeköniglichen Hauses der Khediven von Ägypten, Großwesir 1913–1917).

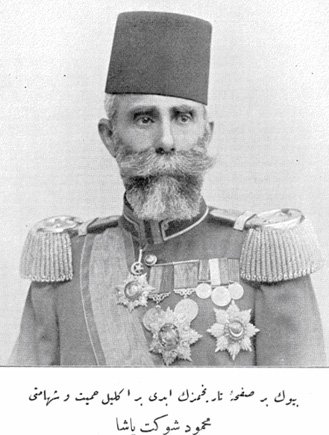
Schevket Pascha

Erst in der Schlussphase des jungtürkischen Regimes stieg mit Talât Pascha ein Mann von „ganz unten“ 1917/18 zum Großwesir auf. Damit wurde kurzfristig die Führung der Regierung und der Partei eng miteinander verklammert, während sie zuvor nur lose vernetzt war – was dazu führte, dass Großwesir und Teile der Minister durch Beschlüsse des Zentralkomitees der Jungtürken und einzelner Minister, die darin Sitz und Stimme hatten, oft übergangen und vor vollendete Tatsachen gestellt wurden.

### Deutscher Einfluss auf die Jungtürken und ihre Ideologie
Über in Istanbul lebende deutsche Intellektuelle, wie Alexander Parvus (von 1910 bis 1914 in der Stadt) und Friedrich Schrader („Ischtiraki“, von 1891 bis 1918 in Istanbul tätig), gab es schon sehr früh Kontakte zur deutschen SPD. Die Nachfolgepartei der Jungtürken, die Republikanische Volkspartei (CHP), ist heute Vollmitglied der Sozialistischen Internationale. Allerdings verloren diese sozialistischen und linksliberalen Intellektuellen nach dem Militärputsch 1913 weitgehend ihren Einfluss auf die jungtürkische Bewegung, die zunehmend von durch Leute wie Hans Humann vertretenen konservativ-nationalistischen Ideologien geprägt wurde. Diese mündeten dann in rassistische Hetze gegen nichtmuslimische Minderheiten, wogegen sich Schrader und seine Kollegen Paul Weitz und Max Rudolf Kaufmann, alle drei Mitarbeiter der linksliberalen Frankfurter Zeitung, während des Krieges vergeblich wehrten.
Darüber hinaus wurde die jungtürkische Bewegung von liberalen Publizisten wie Ernst Jäckh und Friedrich Naumann unterstützt, die sich neue Expansionsmöglichkeiten für die deutsche Wirtschaft durch ein deutsch-türkisches Bündnis erhofften. Jäckh und Naumann, die nie in Istanbul gelebt hatten, unterstützten dabei teilweise den rechtsnationalistischen Flügel der Jungtürken und seine ethnisch-nationalistische Ideologie publizistisch und rechtfertigten im Gegensatz zu Schrader, Weitz und Kaufmann das gewaltsame Vorgehen gegen nichtmuslimische Minderheiten wie die Armenier als eine kriegsbedingte Notwendigkeit. Jäckh war auch die treibende Kraft bei dem Plan, an zentraler Stelle in Istanbul ein deutsch-türkisches „Haus der Freundschaft“ zu errichten. Der entsprechende Architekturwettbewerb wurde 1916 vom Deutschen Werkbund ausgerichtet und später vom jungen Theodor Heuss dokumentiert. Das Projekt kam allerdings nicht über die Grundsteinlegung im April 1917 hinaus. Diese regen Kontakte zwischen Jungtürken und demokratischen Intellektuellen in Deutschland waren mit eine Ursache für die starken wirtschaftlichen Verbindungen zwischen der Bundesrepublik Deutschland und der türkischen Republik nach der Unterzeichnung des deutsch-türkischen Freundschaftsvertrags 1941, die mittelbar auch Grund für die Einwanderung von mittlerweile zwei Millionen türkischer Staatsangehöriger nach Westdeutschland seit dem deutsch-türkischen Anwerbeabkommen von Oktober 1961 waren. Max Rudolf Kaufmann, der ab 1952 in Bonn als Schriftführer der Deutsch-Türkischen Gesellschaft Bonn und Nahostreferent von Inter Nationes tätig war, spielte bis 1963 eine wichtige Rolle in der Türkeipolitik der jungen Bundesrepublik.
Eine weitere enge Verbindung entwickelte sich nach 1908 unter dem jungtürkischen Kriegsminister Enver Pascha und namentlich im Zuge der deutschen Militärmission für die Türkei ab 1913 zwischen jungtürkischen Offizieren der osmanischen Armee und den ins Land geholten Militärberatern des Heeres des Deutschen Kaiserreiches. Einflussreich war auch der deutsche Marineattaché Hans Humann, ein Sohn des berühmten Archäologen und Ausgräbers des Pergamon-Altars Carl Humann, der die bis 1913 eine starke Rolle spielenden sozialistischen und liberalen Berater der Jungtürken weitgehend an den Rand drängte und sie zum Teil bekämpfte (Verhaftung und Abschiebung des Schweizers Max Rudolf Kaufmann 1916).
Aufgrund des jungtürkischen Exil-Schwerpunktes vor 1908 in Paris verfügten viele jungtürkische Politiker auch über enge Kontakte nach Frankreich, was noch im Frühjahr 1914 zu (vergeblichen) Sondierungen des Marineministers Cemal Pascha über ein osmanisch-französisches Bündnis führte und beim Machtwechsel in Istanbul im Herbst 1918 nochmals eine Rolle spielen sollte, als die deutschfreundliche Fraktion der Jungtürken kurzfristig durch die franko- und anglophile Fraktion abgelöst wurde.

### Begründung der Jungtürkischen Bewegung
Schwerpunkt der Jungtürken vor ihrer erfolgreichen Revolution von 1908 waren die – von Nachbarstaaten ernsthaft bedrohten – europäischen Provinzen des Osmanischen Reiches, allen voran Makedonien mit dem Zentrum Saloniki. 1907 trafen sich Abgeordnete der sehr verschiedenen Flügel der Jungtürken in Saloniki (heute Griechenland) und gründeten das „Komitee für Einheit und Fortschritt“ (İttihad ve Terakki Fırkası, weshalb die Jungtürken auch „Ittihadisten“ genannt werden). Dort begann 1908 unter Führung von Enver Pascha und Talât Pascha im Juli 1908 eine erfolgreiche Militärrevolte gegen den absolutistisch regierenden Sultan Abdülhamid II. Die Jungtürken erzwangen die Wiederinkraftsetzung der seit 1878 suspendierten Verfassung von 1876 und setzten den nur widerwillig kooperierenden Sultan 1909 schließlich ab, nachdem er einen erfolglosen konservativen Gegen-Putsch unterstützt hatte.
Erst im Mai 1908 hatte das Komitee vereinbart, nicht mehr geheim zu arbeiten. Das wichtigste Ziel der Ittihadisten war die Wiedereinführung der Verfassung von 1876. Für dieses Ziel hatte das Komitee vereinbart, nach Vorbild der Französischen Revolution auch Gewalttaten gegen Gefolgsmänner des Sultans Abdülhamids zu begehen. Erschossen oder angeschossen wurden der Polizeichef von Selanik Nâzım Bey am 11. Juni 1908 (er hatte im Februar ein Verhör gegen einige Ittihadisten geleitet), Şemsi Pascha am 7. Juli 1908 in Manastır (ein Spion des Sultans), Hakkı Bey am 6. Juli 1908 in Saloniki (Hakkı Bey war Mitglied einer Kommission des Sultans zur Untersuchung der Vorfälle in Makedonien, das damals noch zum Osmanischen Reich gehörte), der Mufti des Regiments von Manastır am 10. Juli 1908, am 12. Juli 1908 der Sultansadjutant Sadık Pascha und am selben Tag Garnisonskommandant Osman Hidayet Pascha, als er ein Gesetz des Sultans verlas.

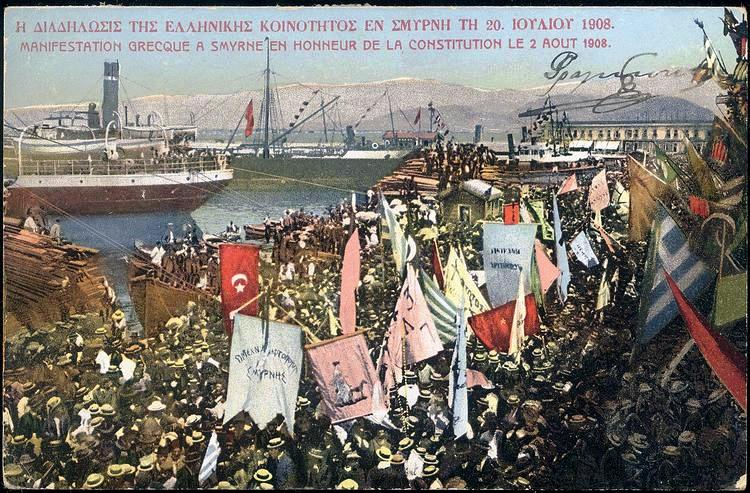
Izmirer Griechen feiern am 2. August 1908 die Wiedereinsetzung der Verfassung

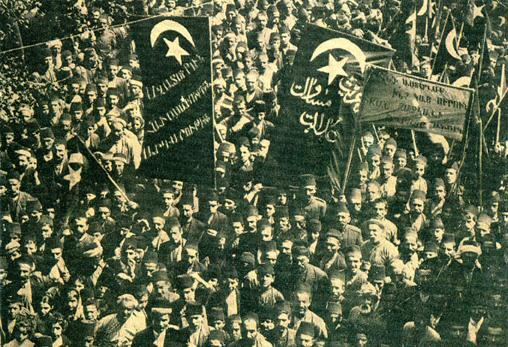
Auch Armenier in Istanbul feiern mit den Slogans „Freiheit, Gleichheit, Brüderlichkeit“

### Jungtürkische Revolution 1908
Den Auftakt zur Revolution für die Wiedereinführung der Verfassung von 1876 bildete der Aufstand von Ahmed Niyazi Bey, der sich am 3. Juli 1908 mit 400 Mann – davon 200 Soldaten und 200 Zivilisten und Başı Bozuk – in die Berge Makedoniens zurückzog. Auch der spätere Kriegsminister Enver befand sich unter den Aufständischen. Die Zivilisten sollten für Steuereintreibungen eingesetzt werden. Ahmed Niyazi wollte in Makedonien ein Verwaltungssystem gründen und beabsichtigte einen lange andauernden Aufstand gegen den Sultanspalast. Aus seinen Schreiben an verschiedene Gouverneure am ersten Tag seiner Revolte geht hervor, dass er anfangs unabhängig vom İttihat-Komitee agierte. Er bezeichnete sich in den Schriften nicht als İttihat-Mitglied, sondern als „Anführer von 200 Mann“.
Die İttihat ve Terakki nahm vom 6. Juli 1908 an aktiv am Aufstand teil. In ihren Schriften an Gouverneure bezeichnete sie diese als „Gouverneure der illegalen Regierung“. Erst mit dem Erhalt der Nachricht über Ahmed Niyazis Revolte wurde dem Palast in Istanbul bewusst, dass die konstitutionelle Bewegung in Rumelien viel verbreiteter als angenommen war, so dass der Palast erstmals erwog, die Armee einzusetzen. Zur Unterdrückung der Revolte entsandte Sultan Abdülhamid II. mit Şemsi Pascha einen seiner Paschas, denen er am meisten vertraute und der gleichzeitig ein Spion des Palasts war. Şemsi Pascha wurde aber bereits am 7. Juli, kurz nach der Versendung eines Telegramms nach Istanbul, in Manastır (Bitola) vor der Tür der Post durch Atıf (Kamçıl) ermordet. Dieser Mord an einem Palastspion war ein schwerer Schlag gegen den Absolutismus des Sultans.
Am 12. Juli 1908 wurde Marschall (Müşir) Osman Pascha nach Manastır entsandt, der aber eine illoyale Armee vorfand. Die İttihat ve Terakki dagegen erstarkte. Mittlerweile waren so gut wie alle Bulgaren Unterstützer der İttihat ve Terakki und auch die Muslime, die traditionell den Sultan unterstützten, wurden nach und nach als İttihat ve Terakki-Unterstützer gewonnen. Mitte Juli konnte die İttihat ve Terakki bereits von einer sie unterstützenden Mehrheit in Rumelien ausgehen. Die lokalen Behörden in Rumelien wurden aufgrund der unsicheren Lage zunehmend unruhig. Hilmi Pascha, von 1903 bis 1908 Generalinspektor für Rumelien, berichtete Mitte Juli dem Sultan, dass so gut wie alle Offiziere der 3. Armee in Rumelien Verbindungen zur İttihat ve Terakki hatten. Hinzu kamen die oben erwähnten zunehmenden Attentate auf dem Palast gegenüber loyale Personen.
Am 15. Juli 1908 unternahm der Sultan einen letzten und erfolglosen Versuch, die Lage unter Kontrolle zu bringen, indem er 18.000 Soldaten nach Makedonien entsandte. Am 20. Juli belagerten Muslime aus Manastır militärische Lager und protestierten für die Einführung der Verfassung. Ähnliche Aufstände erfolgten in Gribava, Elasma, Kizano, Köyler, Şerefiye und in Firzovik im Vilâyet Kosovo. Der anfänglich gegen eine Exkursion der Deutsch-Österreichischen-Eisenbahn in das Dorf Sarayiçi gerichtete unorganisierte Protestmarsch im kosovarer Firzovik wurde durch geschickte Lenkung durch İttihat ve Terakki-Mitglieder zu einem pro-konstitutionellen Aufstand gegen den Sultan. Hier wurde dem Sultan ein Ultimatum gestellt. Es wurde ein Eid abgelegt, den Palast in Istanbul zu stürmen, sollte der Sultan die Verfassung von 1876 nicht verkünden.

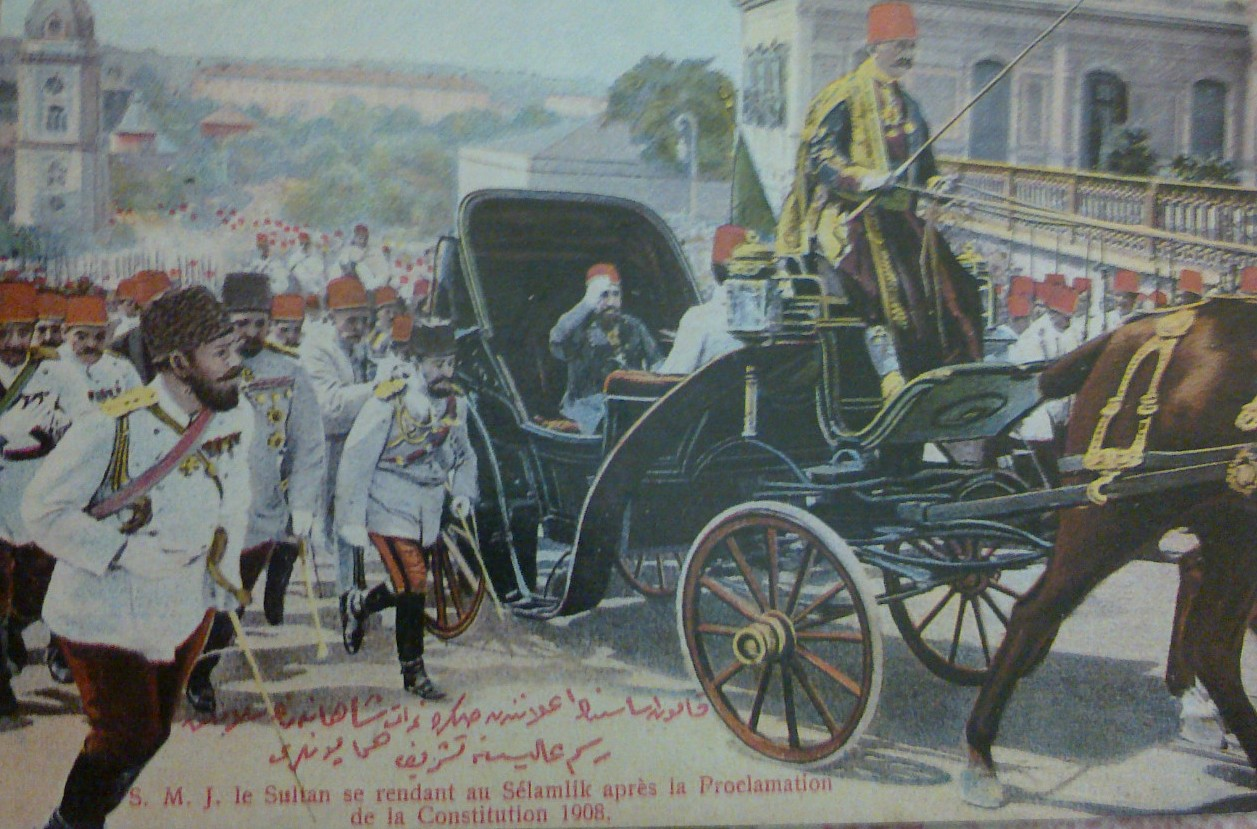
Abdülhamid auf dem Weg zur Moschee, nachdem er zur Inkraftsetzung der Verfassung gezwungen wurde

Die İttihat ve Terakki beabsichtigte, die Verfassung zuerst im Vilâyet Makedonien einzuführen. Bei Erfolg sollte die Verfassung auf das gesamte osmanische Reich ausgedehnt werden. Am 23. Juli 1908 wurde schließlich in verschiedenen Städten in Makedonien die Verfassung verkündet. Die Verkündung der Verfassung in Selanik (Saloniki) war für den 27. Juli vorgesehen, wurde dann aber vorgezogen, da Sultan Abdülhamid II. am 24. Juli 1908 per Telegramm mitteilte, dass er sich dem Willen des Volkes beugt und es akzeptiert, die konstitutionelle Monarchie wieder einzuführen. Am gleichen Tag verkündete der Sultan in Istanbul die Wiedereinführung der Verfassung von 1876.
Ahmed Niyazi und Enver wurden in den Sommertagen von 1908 als Freiheitshelden gefeiert. An mehreren Orten des Balkans und Anatoliens kam es unter dem Slogan der Brüderlichkeit zu öffentlichen Umarmungen zwischen den verschiedenen Völkern des osmanischen Reichs. In Verlautbarungen war zu hören, dass sich Türken, Griechen, Bulgaren, Armenier und alle Völker und Religionsgemeinschaften des Reichs zu osmanischen Bürgern zusammenschließen werden. Die treibende Kraft der Revolution war, wie auch bei den Verlautbarungen während der Revolution stets zu hören war, den Untergang des türkischen Reichs zu verhindern. Dazu sei eine verfassungsrechtliche Regierung und die völlige Gleichheit aller Bürger unabhängig von Sprache, Religion und Volkszugehörigkeit notwendig. Der Grundsatz der Jungtürken war „Vaterland, Freiheit, Gleichheit, Brüderlichkeit“. In der Geschichte des osmanischen Reichs begann nun die letzte Ära des Imperiums, die „Zweite Verfassungsperiode“ (İkinci Meşrutiyet) genannt wird.

### Die Jungtürken an der Macht (1908–1912)
Bei der Wiedereröffnung des osmanischen Parlaments am 17. Dezember 1908 hielt Sultan Abdülhamid die Eröffnungsrede. Darin erklärte er auch, warum er 1878 das Parlament geschlossen hatte. Demnach sei das Volk aufgrund des Bildungsniveaus für den Konstitutionalismus nicht bereit gewesen. Bei seiner Rede verwies er auf Schulen, die er in der Zeit an vielen Gegenden des Imperiums errichtet hatte, und stellte fest, dass sich das Bildungsniveau des Volkes seitdem gesteigert hatte. Als nun das Volk den Wunsch nach der Einführung der Verfassung verkündete, habe er trotz anderslautender Stimmen zügig die Verfassung verkündet.

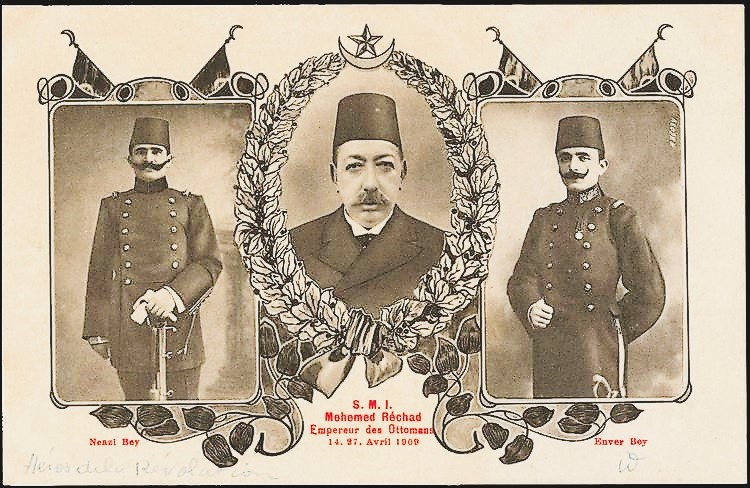
Der neue Sultan Mehmed V. (Mitte) mit Enver Pascha (rechts) und Ahmet Niyazi Bey

Abdülhamids Bruder und Nachfolger Mehmed V. (1909–1918) wurde nach der Revolution zum machtlosen Werkzeug der jungtürkischen Regierung. Infolge der „orientalischen Frage“ entwickelte sich bei den osmanischen Politikern die Angst vor dem Untergang des Vaterlandes zu einem Syndrom. Der Auslöser der Revolution der Jungtürken war das Treffen des britischen Königs mit dem russischen Zaren in Reval im Juni 1908. Die Jungtürken glaubten, dass mit diesem Treffen der Augenblick des endgültigen Niedergangs des Reiches gekommen war, den sie mit Einführung des konstitutionellen Systems verhindern wollten, was sich allerdings als Illusion herausstellte: gleich nach der Revolution proklamierte Österreich-Ungarn die Annexion Bosnien-Herzegowinas, Bulgarien erklärte seine Unabhängigkeit, Kreta vereinigte sich mit Griechenland, 1911 besetzte Italien Tripolis und schließlich begannen im Oktober 1912 die verlustreichen Balkankriege.
Die Jungtürken versuchten zu Beginn ihrer Regierung 1908/09, eine parlamentarisch-konstitutionelle Regierung im Osmanischen Reich einzurichten, die auch die Mitbestimmungs- oder Autonomiebestrebungen christlicher und nichttürkischer islamischer Minderheiten in den Vielvölkerstaat des Osmanischen Reiches einzubinden versuchte. Namentlich mit den organisierten Vertretern der Armenier, der Albaner und der Bulgaren versuchte man zu kooperieren. Diese Bestrebungen stießen vor allem bei fortschrittlichen Intellektuellen dieser Minderheiten auf positive Resonanz, Beispiele sind der armenische Publizist und Hochschullehrer Diran Kelekian, der 1908 Chefredakteur der wichtigsten Istanbuler Tageszeitung Sabah wurde und als Professor an der Universität zahlreiche der jungtürkischen Führer unterrichtet hatte.
Dieser demokratisch-parlamentarische Versuch zur Reformierung des Reiches blieb jedoch weitgehend erfolglos. Dazu trugen nicht nur konservative Widerstände in der osmanischen Elite und in Teilen des Offizierskorps der osmanischen Armee bei, sondern auch die enormen Modernitätsdefizite in weiten Teilen der Gesellschaft. Entscheidend aber waren der ungebrochene Wunsch von Minderheitsvölkern nach nationaler Unabhängigkeit und der sich damit verbindende Imperialismus benachbarter christlicher Staaten. Bereits 1908 hatte Österreich-Ungarn die Revolutionswirren im Osmanischen Reich genutzt, um die seit 1878 von ihm verwaltete osmanische Provinz Bosnien als Kondominium Bosnien und Herzegowina förmlich zu annektieren, und der seit 1878 formell nur autonome und immer noch dem Sultan untertane Staat Bulgarien hatte gleichzeitig seine Unabhängigkeit proklamiert. 1911/12 verlor das von den Jungtürken regierte Osmanische Reich seine nordafrikanische Provinz Tripolis – das heutige Libyen – und einige Inseln in der Ägäis an das angreifende Italien.
Diese militärische Niederlage führte zum Sturz der jungtürkischen Regierung durch ihre konservativen Gegner Mitte 1912. Aber noch in der Endphase des Krieges gegen Italien wurde dem Osmanischen Reich im Oktober 1912 zusätzlich von den Balkanbundstaaten Serbien, Bulgarien, Griechenland und Montenegro der Krieg erklärt. Im sogenannten Ersten Balkankrieg verlor das Osmanische Reich sämtliche europäische Provinzen, sogar die Hauptstadt Istanbul war rasch akut bedroht. Diese Niederlagen vernichteten das Ansehen der konservativen, sich „liberal“ nennenden Regierung völlig und erleichterten den Jungtürken die Rückeroberung der Macht.

### Der Militärputsch des Triumvirats Enver-Cemal-Talât 1913
Nach Ende der Kampfhandlungen musste ausgehandelt werden, wie die Eroberungen aufgeteilt werden sollten. Bereits Ende 1912 war in London eine Botschafterkonferenz der Großmächte zusammengetreten, die über die Neuordnung des Balkans verhandelte (Großbritannien, Frankreich, Deutschland, Russland, Österreich-Ungarn und Italien). Russland, Italien und Österreich-Ungarn verfolgten dabei ganz eigene Interessen.

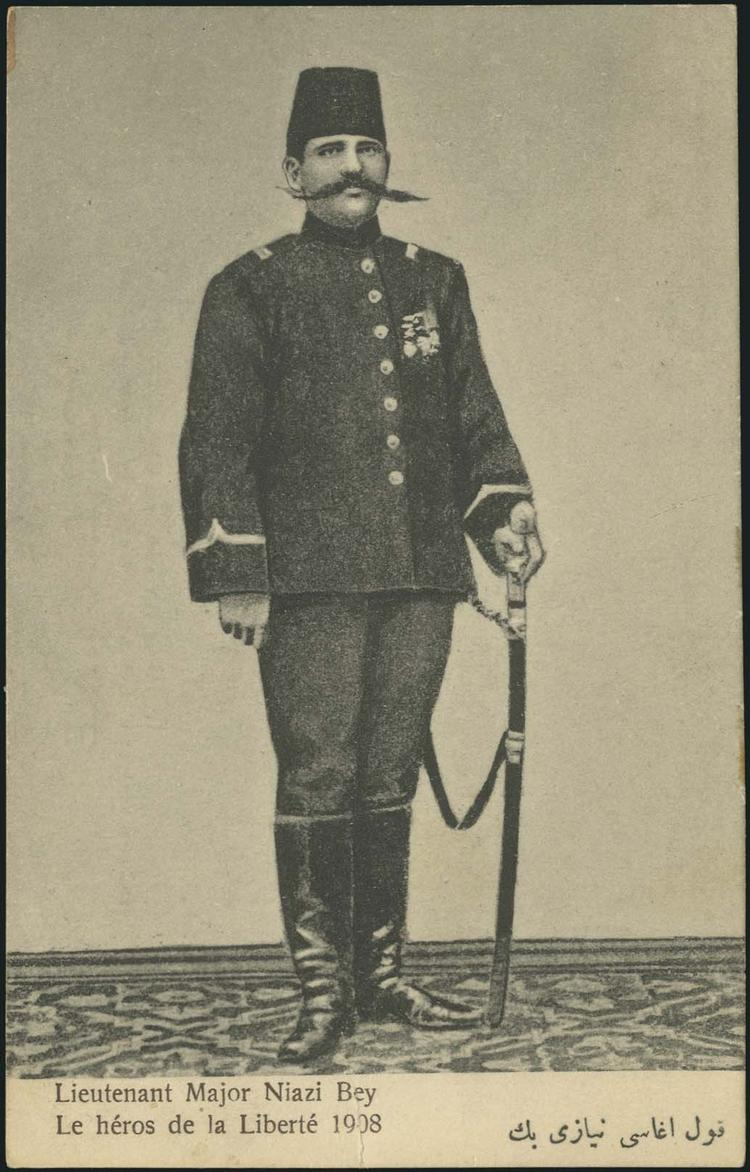
Ahmed Niyazi Bey wird 1913 hingerichtet

Der konservativen Regierung blieb in diesen Verhandlungen – der Londoner Vertrag wurde am 30. Mai 1913 geschlossen – nichts anderes übrig, als den Verlust der wichtigen Stadt Edirne an Bulgarien zu akzeptieren. Die Jungtürken machten am 23. Januar 1913 einen Militärputsch unter Führung von Enver Pascha. Nachdem der zunächst ebenfalls wichtige jungtürkische Großwesir Marschall Mahmud Schevket Pascha im Juni 1913 einem Attentat der gestürzten Liberalen zum Opfer gefallen war, bildete Enver Pascha mit Cemal Pascha und Talât Pascha ein „Triumvirat“, welches das Osmanische Reich von da an bis 1918 diktatorisch regierte. Die Übernahme des Oberbefehls der Mesopotamien-Armee Ende 1914 schwächte allerdings die Position Cemals: Bis 1916/17 agierte er fern vom Machtzentrum Istanbul und gehörte damit nicht mehr zum engsten Kreis der Machthaber um Enver und Talât. Außerdem war dieses „Triumvirat“ auf andere, weniger bekannte Parteiführer angewiesen, die hinter den Kulissen im Zentralkomitee eine wichtige Rolle spielten: etwa Nâzım oder Bahattin Şakir.
Den Zweiten Balkankrieg von 1913 führte das übermächtig scheinende Bulgarien allein gegen alle seine bisherigen Verbündeten sowie gegen Rumänien. In dessen Verlauf nutzte das Osmanische Reich den Umstand, dass die bulgarischen Truppen gegen Griechenland und Serbien im Westen in Einsatz waren, und marschierte in das von bulgarischen Truppen geräumte Ostthrakien ein. Auf diese Weise konnte unter Envers Oberbefehl im Sommer 1913 Edirne zurückgewonnen werden – ein wichtiger Prestigegewinn für das neue Regime. Im vergleichsweise stabilen Kabinett des neuen Großwesirs Prinz Said Halim Pascha (Juni 1913 bis Februar 1917) übernahm Talât schon 1913 das Innenministerium; Enver und Cemal folgten 1914 mit Übernahme des Kriegsministeriums bzw. des Marineministeriums. Talât wurde zwischen Februar 1917 und Oktober 1918 kurzfristig selbst Großwesir, Enver amtierte währenddessen als sein Stellvertreter.
Im Laufe dieser Kriege verwandelte sich die anfänglich demokratisch gesinnte jungtürkische Bewegung in eine Diktatur. Zugleich hatte der Staat wichtige Provinzen an Nachbarn verloren, die Staatsfinanzen waren durch den Krieg ebenso ruiniert wie die besiegte Armee. Am schlimmsten waren jedoch die im Laufe des Ersten Balkankrieges an der muslimischen Bevölkerung begangenen Massaker durch die Streitkräfte der christlichen Staaten, wodurch erhebliche Teile der muslimischen Bevölkerung grausam ermordet und die meisten Überlebenden zur Flucht in das verkleinerte Osmanische Reich nach Kleinasien veranlasst wurden. Nach dem Krieg traten bilaterale Abkommen zum Bevölkerungsaustausch hinzu. Unter den Ideologen der Jungtürken setzten sich gegenüber halbwegs pluralistischen (jung-osmanischen) Vorstellungen, die auch den christlichen Volksgruppen Partizipation einräumten, immer stärker türkisch-nationalistische und sogar turko-rassistische Vorstellungen durch. Insbesondere Enver Pascha träumte von der Errichtung eines großtürkischen „Turanischen“ Reiches unter Einbeziehung Aserbaidschans, Usbekistans und Turkmenistans, ja sogar von Teilen Chinas.
Das besiegte Osmanische Reich hatte jedoch von 1913 an ganz andere Sorgen: In Kleinasien war eine große Zahl von Balkan-Flüchtlingen zu versorgen. Zugleich war das verkleinerte Reich durch die Gebietsverluste in Europa, mit denen der Verlust vieler christlicher Untertanen einherging, und durch die parallele Aufnahme moslemischer Flüchtlinge aus Europa viel islamischer geworden als zuvor, was die Lage der verbleibenden christlichen Minderheiten in Kleinasien – vor allem der Griechen und Armenier – ungünstiger und unsicherer werden ließ. Diese Minderheiten suchten daher verstärkte Anlehnung an christliche Schutzmächte, was wiederum das jungtürkische Misstrauen gegen sie verstärkte.

### Die Jungtürken im Ersten Weltkrieg
Im November 1914 war das Osmanische Reich auf Seiten der von Deutschland geführten Mittelmächte in den Ersten Weltkrieg gegen die von Großbritannien, Frankreich und Russland geführten Entente-Mächte eingetreten. Nach schweren militärischen Niederlagen der Osmanen bezichtigte die jungtürkische Führung 1915 die christlichen Minderheiten, vor allem die Armenier, der Unterstützung des christlichen Kriegsgegners Russland und des Hochverrats am Osmanischen Reich. Man warf den Armeniern Spionage für den Feind und die Vorbereitung von Aufständen vor. Dies traf möglicherweise auf kleine politische Gruppen zu, entbehrte aber als Kollektivvorwurf gegen das ganze armenische Volke jeder Grundlage. Vor diesem Hintergrund setzte die von der Organisation İttihat ve Terakki Cemiyeti gebildete osmanische Regierung 1915 den Völkermord an den Armeniern in Gang. Bei Deportationen in die syrische Wüste bei Deir ez-Zor kam bis 1916 der Großteil der armenischen Bevölkerung des Osmanischen Reichs durch Verdursten, Hunger, Krankheiten und Mord um. Wissenschaftlich diskutiert wird, ob die Jungtürken von Anfang an einen Genozidplan verfolgten oder ob ihre antiarmenische Politik im Laufe des Jahres 1915 verschiedene Eskalationsphasen durchlief, die zum Völkermord führten. Letztlich scheint es der jungtürkischen Führung um einen Präventivschlag gegen künftige Probleme mit den christlichen Minderheiten gegangen zu sein.
Als kriegsbedingte Maßnahmen getarnt und gerechtfertigt, wurden ab April 1915 Hunderttausende gewaltsam aus ihren Wohnorten vertrieben und in weit entlegene Provinzen deportiert – mehrheitlich in den Norden des heutigen Syrien. Von Anfang an wurden diese Deportationen von Mordaktionen begleitet – zunächst durch frühzeitige Massentötung verhafteter Volksgruppen-Führer und Intellektueller, später durch systematische Erschießung aller zum Wehrdienst eingezogenen, dann aber bald entwaffneten und in Arbeitsbataillonen zusammengefassten männlichen Armenier. Die wehrlosen Frauen, Kinder und Alten hingegen wurden auf lange Fußmärsche unter größten Entbehrungen geschickt, wo sie den Strapazen erlagen, aber auch immer wieder Opfer von Gewalttaten der Begleittruppen oder angreifender Kurden wurden. Die Schutzbehauptung, Todesopfer habe es nur durch unglückliche Begleitumstände der Deportationen gegeben, trifft also nicht zu. Bereits Cemal Pascha, einer der Verantwortlichen, gestand im Exil ein, die Opfer seien „teils getötet“ worden, „teils unterwegs durch Hunger und Elend umgekommen“. Vergewaltigungen und Raub von Frauen oder Kindern waren grausame Begleiterscheinungen, retteten allerdings den Entführten unter der Bedingung ihrer Islamisierung häufiger das Leben.
Der Großwesir und Innenminister des Osmanischen Reichs Talaat Pascha organisierte offiziell lediglich Deportationen. Formell gab es Anordnungen, die Deportierten zu schützen und zu versorgen. Inoffiziell jedoch organisierte der Minister eine mordbereite jungtürkische Parteimiliz und setzte möglichst fanatische Provinzbeamte in wichtige Positionen ein (und gleichzeitig zu „gemäßigte“ und „humane“ Beamte gezielt ab), um die weitgehende Vernichtung der Armenier zu erreichen. Als Oberbefehlshaber im Internierungsgebiet Syrien versuchte Cemal Pascha offenbar, die dort eintreffenden Überlebenden möglichst zu schützen; doch auch hier gab es offensichtlich doppelte Befehlsstrukturen, die diese offizielle Politik wieder konterkarierten.
Der armenische Patriarch in Istanbul teilte der deutschen Botschaft mit, dass in den von Deportationen betroffenen Provinzen etwa 1,2 Millionen Armenier lebten. Der Großteil dieser Menschen konnte nicht fliehen und wurde daher Opfer der systematischen Vertreibungen und Mordaktionen. Hingegen wurden die 80.000 armenischen Einwohner Istanbuls – vermutlich mit Rücksicht auf die dort besonders präsente internationale Diplomatie – nicht deportiert, lediglich etliche ihrer Führer wurden verhaftet und später ermordet.
Die Zahl der Todesopfer ist bis heute umstritten. Berichte deutscher Diplomaten hielten Schätzungen von 800.000 bis 1 Million Toten für nicht übertrieben. Dies deckt sich mit der Schätzung des US-Botschafters Henry Morgenthau senior, der 600.000 bis 1 Million Opfer vermutete. Der frühere jungtürkische Minister Cemal Pascha, trotz seiner humanitären Interventionsversuche als Mitglied der Ittihad-Führung ein Hauptverantwortlicher für den Genozid, äußerte im deutschen Exil die niedrigere Schätzung von 600.000 armenischen Opfern, die er zudem mit gleichzeitigen türkischen Opfern armenischer Gegenschläge zwischen 1915 und 1920 verrechnet sehen wollte. Der spätere türkische Präsident Mustafa Kemal Atatürk ging 1920 einem amerikanischen Diplomaten gegenüber von 800.000 armenischen Toten aus.
Das Morden beschränkte sich – anders als in vielen Darstellungen – nicht auf die zweifellos schlimmsten Jahre 1915/16. Auch in den syrischen Internierungslagern starben später noch zahlreiche Deportierte. In Ostanatolien führten wechselnde Kriegserfolge der Osmanen und der Russen zu weiteren Massakern: 1916/17 marschierten mit den siegreichen Russen armenische Hilfstruppen gen Westen, die an muslimischen Bewohnern „Vergeltung“ für das Schicksal ihrer armenischen Landsleute übten. 1917/18 rückten nach dem Zusammenbruch des Russischen Kaiserreiches die Osmanen wieder nach Osten vor und übten ihrerseits „Vergeltung“ an Christen. Noch im Sommer 1918 kam es bei der osmanischen Besetzung von Aserbaidschan in der Hauptstadt Baku zu muslimischen Massakern an Armeniern. Zwischen 1918 und 1921 versuchten wiederum die Armenier einen eigenen Staat zu errichten und vertrieben oder massakrierten muslimische Minderheiten, bevor Atatürks Truppen 1920/21 einen Großteil Ostanatoliens eroberten und „Wiedervergeltung“ an Armeniern übten. Diese Mischung aus Krieg und Bürgerkrieg hielt in Kleinasien und im Kaukasus bis weit in die 1920er Jahre an.

### Schicksal der Jungtürken nach der Niederlage 1918
Im Herbst 1918 wurde das jungtürkische Regime aufgrund der Kriegsniederlage der Mittelmächte und damit auch des Osmanischen Reiches gestürzt. Zunächst musste der deutschfreundliche Flügel der Jungtürken – die Regierung unter Talât und Enver – am 14. Oktober 1918 zurücktreten und dem ententefreundlichen Flügel der Jungtürken unter dem neuen Großwesir Ahmed Izzet Pascha Platz machen. Doch auch diese gemäßigte jungtürkische Regierung musste schon am 11. November 1918 weichen und die Macht an die 1913 gestürzten Liberalen abtreten.
1919 machten – auf Druck sowohl der siegreichen Ententemächte, die Istanbul und einen Großteil des Osmanischen Reiches besetzten, als auch auf Betreiben der innerpolitischen Gegner der Jungtürkenherrschaft – Militärgerichte der neuen liberalen Sultansregierung den Führern der jungtürkischen Bewegung den Prozess wegen des im Weltkrieg verübten Armeniergenozids nach osmanischem Recht. Es erfolgten einige Hinrichtungen, doch etliche Hauptschuldige – darunter das frühere Triumvirat – entzogen sich dem Todesurteil durch Flucht ins Ausland, insbesondere nach Deutschland. Dort entkamen die Prominentesten den Racheakten armenischer Organisationen nicht:
- 1921 wurde in Berlin der ehemalige Innenminister und Großwesir Talaat Pascha ermordet,
- 1921 wurde in Rom sein Vorgänger als Großwesir Said Halim Pascha ermordet,
- 1922 fiel der ehemalige Marineminister Cemal Pascha, der lange in Berlin gelebt hatte, nun aber nach Tiflis ausgewichen war, einem armenischen Attentäter zum Opfer.

Allein Enver Pascha wurde nicht Opfer eines Attentats; er fiel 1922 in Usbekistan auf Seiten islamistisch-panturkistischer Partisanen (Basmatschi) im Kampf gegen sowjetische Truppen – letztlich selbst ein Opfer seines Traums von einem türkischen Großreich.
Zu den drei jungtürkischen Führern Enver, Talât und Cemal hatte der seit 1920 im türkischen Kleinasien dominierende Mustafa Kemal Pascha, der spätere Atatürk, trotz seiner eigenen Zugehörigkeit zur jungtürkischen Partei ein gespanntes Verhältnis. Diese galten als Hauptverantwortliche für den Völkermord an den Armeniern; auch deswegen wollte Atatürk sie nicht in den Reihen seiner türkischen Nationalbewegung sehen. Enver Pascha hatte zudem aufgrund seiner militärischen Fehlentscheidungen viele Gegner in der osmanischen Armee. Sein Stern verblasste endgültig, nachdem Mustafa Kemal 1921/22 die griechischen Invasionstruppen besiegte und – zusammen mit fast der gesamten griechischen Bevölkerungsminderheit – aus Kleinasien vertrieb. Andere jungtürkische Politiker ordneten sich freilich dem neuen Helden und Befreier unter und setzten ihre Karrieren in der von Atatürk 1923 proklamierten Türkischen Republik fort.

### Nachwirkungen der Jungtürken in Atatürks Republik seit 1923
Die frühere Jungtürkische Partei spielte ab 1920 eine dominierende Rolle bei der Organisierung von Atatürks Nationalbewegung. Eine wichtige Trägerschicht derselben waren jene türkischen Staatsbürger, die sich den Besitz der vertriebenen und/oder ermordeten Armenier angeeignet hatten und daran interessiert waren, ihn dauerhaft zu behalten. Sogar solche jungtürkischen Politiker oder Beamten, die wegen Völkermordes angeklagt waren, konnten Mitglieder der Bewegung Atatürks werden; manche stiegen später bis in Ministerämter auf, darunter der im Weltkrieg für Deportation verantwortliche Ansiedlungs- und Flüchtlingsgeneraldirektor des osmanischen Innenministeriums, Şükrü Kaya (früher: Sükrü oder Schukri Bey), der es nicht nur zum Generalsekretär von Atatürks „Republikanischer Volkspartei“ brachte, sondern zwischen 1927 und 1938 auch als Innenminister der Türkischen Republik amtierte. Indem solche Nationalisten die „Entente-hörigen“ Regierungen des neuen Sultans Mehmed VI. (1918–1922) bekämpften, wehrten sie sich auch gegen die drohende eigene Strafverfolgung für Genozidverbrechen.
Die Tätersuche in der Türkei hatte damit klare Grenzen, zumal „nationale Einigkeit“ in einem existenzbedrohenden Bürgerkrieg wichtiger zu sein schien. Dieser zwischen 1920 und 1923 geführte Bürgerkrieg, der sich zum Krieg gegen das aggressiv in Kleinasien vordringende Griechenland ausweitete, verhinderte nicht nur die geplante Aufteilung der kleinasiatischen Türkei durch Gründung einer autoritär geführten Türkischen Republik (1922/23), sondern führte auch zum Bevölkerungsaustausch der griechischen Minderheit in Kleinasien mit der türkischen Minderheit in den griechischen Gebieten.
Zugleich schloss Atatürk mit Sowjet-Russland (der späteren Sowjetunion) ein Abkommen über die Aufteilung des seit 1918 kurzfristig unabhängigen Staates Armenien, der sowohl früher russische als auch früher osmanische Gebiete umfasste. Die türkischen und russischen Eroberungen führten 1920/21 zu neuerlichen Gewalttaten an Armeniern. Zuvor hatten sich allerdings auch armenische Extremisten ihrerseits an türkischen Bevölkerungsgruppen in Ostanatolien grausam für den jungtürkischen Genozid gerächt.
In der Türkei Atatürks wurden die überlebenden Armenier zu äußerster Zurückhaltung genötigt. Erst in jüngster Zeit wird die verschüttete, aber nicht verloren gegangene Identität zwangsislamisierter Überlebender diskutiert.

## Übernahme des Begriffs
Jüngere Politiker oder Parteigänger mit radikalen Ideen, die sie im Rahmen ihrer politischen Gruppe durchzusetzen versuchten, wurden gelegentlich als „Jungtürken“ bezeichnet.
Im Englischen war die Bezeichnung „Young Turks“ gebräuchlich. Heute wird in Deutschland eher der Begriff Junge Wilde verwendet.
In Deutschland am bekanntesten dürften die Jungtürken der FDP um die nordrhein-westfälischen Politiker Walter Scheel, Wolfgang Döring und Willi Weyer gewesen sein, die 1956 in Düsseldorf die CDU-FDP-Regierung unter Ministerpräsident Karl Arnold stürzten und mit der SPD unter Fritz Steinhoff eine sozialliberale Koalition eingingen. Damit gaben sie einen wichtigen Impuls für die Positionierung der FDP als Kraft der politischen Mitte, die seit den 1960er Jahren sowohl mit der CDU/CSU als auch mit der SPD koalitionsfähig war.
In Thailand wurde in den 1970er- und 80er-Jahren eine Clique politisch ambitionierter Offiziere als Jungtürken (Young Turks) bezeichnet. Sie waren an mehreren Putschversuchen beteiligt.
Ein seit 2002 aktives, progressiv-liberales Medien-Netzwerk in den USA – geleitet von dem türkischstämmigen Moderator Cenk Uygur – wählte den Namen The Young Turks aufgrund der Bedeutung des Begriffs als „junges progressives oder rebellisches Mitglied einer Institution“ bzw. „junge Person, die gegen Autoritäten oder gesellschaftliche Erwartungen rebelliert“.
Als der Sportexperte Marcel Reif Anfang 2021 in einem Interview den Begriff Jungtürken für junge Fußballprofis der Bundesliga als Gegensatz zu altgedienten Spielern gebrauchte, entstand eine öffentliche Debatte um den teilweise als rassistisch empfundenen, vom historischen Hintergrund gelösten Begriff.